# Peristeria cochlearis
Peristeria cochlearis är en orkidéart som beskrevs av Leslie Andrew Garay. Peristeria cochlearis ingår i släktet Peristeria och familjen orkidéer.
Artens utbredningsområde är Colombia. Inga underarter finns listade i Catalogue of Life.